# Ultima Thule (гурт)
Ultima Thule — шведський рок-гурт, яка грає у стилі вікінг-рок та вікінг-метал. Назва походить від легендарного острова Туле.

## Історія гурту
Гурт «Ultima Thule» заснований у 1984 році в місті Нючепінг, лен Седерманланд, Швеція. Гурт здобув популярність у 1990-ті роки. Після розриву контракту з лейблом «Mariann Grammofon» учасники колективу заснували свій власний, «Ultima Thule Records».
Музика гурту заснована на простих гітарних рифах, нагадуючи панк-рок. Водночас у звучання вплітаються елементи фолк-року. Мова більшості пісень — шведська, лише декілька пісень гурт виконує англійською мовою, а також кавери гуртів, таких як «Sham 69» та «The Ronettes».
Пісні гурту насичені патріотизмом; колектив записав рок-варіант шведського національного гімну. Гурт «Ultima Thule» часто звертаються до історичних (зокрема, пори шведського короля Карла XII) та міфологічних тем.
Іноді через тексти гурт звинувачують у нацизмі та расизмі.
Гурт виступає на зборах націоналістів, оскільки соліст та гітарист гурту Бруно Гансен колись був активними членами ультраправої Північної імперської партії.
Нині «Ultima Thule» є найвідомішим вікінг-рок-гуртом.

## Учасники
- Бруно Гансен (Bruno Hansen) — вокал, гітара (1983—1986, 2016-)
- Ніклас Адольфсон (Niklas Adolfsson) — гітара
- Томан Крон (Thomas Krohn) — бас-гітара
- Ульф Гансен (Ulf Hansen) — ударні

## Дискографія
- 1985 — Sverige, Sverige fosterland — EP
- 1990 — Hurra för Nordens länder — EP
- 1991 — Svea hjältar — EP
- 1991 — Havets vargar — EP
- 1992 — Sverige, Sverige fosterland — EP
- 1992 — Schottis på Valhall — EP
- 1992 — Mitt land — EP
- 1992 — Svea hjältar (RE Rec.) — CD
- 1992 — Svea hjältar (UT Rec.) — CD
- 1992 — För fäderneslandet — EP
- 1992 — För fäderneslandet — CD
- 1992 — The early years 1984—1987 — CD
- 1993 — Vikingablod — CD
- 1993 — Vikingabalk — CD
- 1994 — Öppna landskap — CD
- 1994 — Nu grönskar det — CD
- 1994 — För fäderneslandet — EP
- 1994 — Svea hjältar — MC
- 1994 — För fäderneslandet — MC
- 1994 — The early years 1984—1987 — MC
- 1994 — Vikingabalk — MC
- 1994 — Studio outtakes — EP
- 1994 — Tack för hjälpen! — CD
- 1995 — Studio outtakes — EP
- 1995 — Once upon a time… — CD
- 1995 — Once upon a time… — MC
- 1995 — Blonda, svenska vikingar — CD
- 1995 — Lejonet från Norden — CD
- 1996 — Skinhead — CD
- 1996 — Skinhead — EP
- 1996 — Karoliner — CD
- 1997 — Nu grönskar det igen… — CD
- 1997 — Live in Dresden — CD
- 1997 — The early years 1984—1987 — EP
- 1997 — För fäderneslandet — EP
- 1997 — Svea hjältar — EP
- 1997 — Vikingabalk — EP
- 1997 — Nu grönskar det — EP
- 1997 — Lejonet från Norden — EP
- 1997 — Karoliner — EP
- 1999 — Sörjd och saknad — CD
- 1999 — Sörjd och saknad — EP
- 1999 — Sverige — CD
- 2000 — Once upon a time… — CD
- 2000 — Once upon a time… — EP
- 2000 — Sverige — вінілова платівка
- 2000 — Folkets röst — CD
- 2000 — Herrlich Hermannsland — CD
- 2000 — Herrlich Hermannsland — EP
- 2001 — Sverige — EP
- 2001 — Resa utan slut — CD
- 2001 — Ragnarök — EP
- 2001 — Ragnarök — CD
- 2001 — Once upon a time… — EP
- 2001 — The early years — EP
- 2002 — Live in Dresden — CD
- 2002 — Live in Dresden — EP
- 2002 — Blonda, svenska vikingar — EP
- 2002 — Carlie — EP
- 2002 — Öppna landskap — EP
- 2002 — Resa utan slut — EP
- 2003 — Sverige — Picture-EP
- 2003 — Lejonet från Norden — Picture-EP
- 2003 — För fäderneslandet — Picture-EP
- 2004 — Lokes träta — EP
- 2004 — Vikingablod — EP
- 2004 — Rötter — CD
- 2005 — Rötter — EP
- 2005 — Skaldermjöde — EP
- 2005 — Yggdrasil — CD
- 2005 — Rötter — CD
- 2005 — Rötter — EP
- 2005 — Skaldemjöde — EP
- 2005 — Yggdrasil — CD
- 2006 — Yggdrasil — EP
- 2007 — Folkets röst Vol.2 — CD
- 2007 — 25 year anniversary — CD boxset
- 2007 — Once upon a time… — Picture-EP
- 2007 — Konungens Kurir — EP
- 2007 — Glömda barnen — EP
- 2009 — Korpkvädet — CD
- 2009 — Lejonet från norden — CD
- 2009 — Sverige — CD
- 2009 — The best of (польський наклад) — CD
- 2010 — Yggdrasil — CD
- 2010 — Korpkvädet — CD
- 2010 — Svea hjältar — CD
- 2010 — The early years 1984—1987 — CD
- 2012 — 30-åriga kriget — cd
- 2012 — Live at Kuggnäs 2012 — cd
- 2014 — Fattig bonddräng
- 2015 — Trägen Vinner